# Asen Panchev
Asen Panchev   (Sofia, 1 d'octubre de 1906 - Sofia, 17 de desembre de 1989) fou un futbolista búlgar de la dècada de 1930.
Fou 40 cops internacional amb la selecció búlgara entre 1926 i 1936.
Pel que fa a clubs, defensà els colors de Levski Sofia i Bohemians Praha.